# Thomas M. Disch
Œuvres principales
- Sur les ailes du chant

Thomas Michael Disch, né le 2 février 1940 à Des Moines, en Iowa, et mort le 4 juillet 2008 à New York, dans l'État de New York, est un écrivain américain de science-fiction. Il est connu pour être l'un des auteurs de la nouvelle vague de la science-fiction. Il a également publié plusieurs recueils de poèmes, ainsi que quelques romans policiers, essais et ouvrages de littérature d'enfance et de jeunesse.

## Biographie
Après avoir suivi un enseignement catholique, dont il fera plus tard la critique dans certains de ses ouvrages, Thomas M. Disch quitte l'Iowa pour Minneapolis en 1953.
À la fin de ses études en 1957, il multiplie les petits boulots et commence à écrire ses premières nouvelles. Celles-ci sont publiées à partir des années 1960 dans des magazines. L'écriture va dès lors devenir son activité principale, et il se fait connaître par deux grands romans à résonance politique, Génocides (en) (1965) et Camp de concentration (en) (1968), publiés en France en 1970 au Club du livre d'anticipation. 
Même si la plupart de ses nouvelles développent des thèmes de science-fiction, il écrit également des critiques littéraires et des poèmes. Ces derniers se distinguent notamment par leur ironie et leur humour qui deviendront les caractéristiques principales de l'auteur.
« Avec John Sladek, il a signé l'excellent roman policier Black Alice (Black Alice, 1968). Âgée de onze ans, la petite Alice a hérité de la fortune de son grand-père que gère un vieux juriste. Le père de l'enfant, après avoir tenté de rendre sa fille folle, la fait kidnapper par un jeune Noir. Maquillée en négresse, Alice est séquestrée dans le bordel que son père fréquente assidûment, alors que les membres du Ku Klux Klan s'opposent à une manifestation pour la reconnaissance des droits civiques des Noirs ».
Thomas M. Disch a également créé le prix Philip-K.-Dick en hommage à cet auteur.
Le 5 juillet 2008, il se tire une balle dans la tête. Il est trouvé mort à son appartement new-yorkais le lendemain. Sa mort est annoncée le 6 juillet 2008 par l'éditeur Ellen Datlow. Depuis la mort de son amant  Charles Naylor en 2005, Disch était affligé de dépression.

## Noms de plume
Les couvertures de la plupart des œuvres de l'écrivain portent le nom de « Thomas M. Disch », à quelques exceptions près — dont plusieurs de ses recueils de poèmes —, qui recourent au nom de plume « Tom Disch » : Dark Verses & Light (1991, poésie), Yes, Let's : New and Selected Poems (1991, poésie), Here I Am, There You Are, Where Were We (1984, poésie), A Child's Garden of Grammar (1997, livre pour enfants), Burn This (1982, poésie), About the Size of It (2007, poésie).

## Œuvres

### Romans
- Génocides, Opta, coll. « Club du livre d'anticipation » no 27, 1970 ((en) The Genocides, 1965)Réédition chez J'ai lu no 1421 en 1983
- Au cœur de l'écho, Denoël, coll. « Présence du futur » no 144, 1972 ((en) Echo Round His Bones, 1967)
- Camp de concentration, Opta, coll. « Club du livre d'anticipation » no 27, 1970 ((en) Camp Concentration, 1968)Réédition chez J'ai lu no 1421 en 1983
- Black Alice, Payot et Rivages, coll. « Rivages/Noir » no 154, 1993 ((en) Black Alice, 1968)Écrit avec John T. Sladek.
- Le Prisonnier, Presses de la renaissance, coll. « Autrepart » no 5, 1977 ((en) Prisoner, 1969)Réédition chez Pocket no 5052 en 1979
- Sur les ailes du chant, Denoël, coll. « Présence du futur » no 290, 1980 ((en) On Wings of Songs, 1979)Réédition chez Gallimard, coll. « Folio SF » no 50, en 2001
- Le Businessman, Denoël, coll. « Présence du futur » no 377, 1983 ((en) The Businessman, 1983)
- Le Caducée maléfique, Julliard, 1993 ((en) The M.D., 1991)Réédition chez Pocket no 9120 en 1994

### Recueils et anthologies
- Poussière de lune, Denoël, coll. « Présence du futur » no 172, 1973 ((en) Under Compulsion, 1968)
- (en) The Ruins of Earth, 1971En tant qu'anthologiste
- 334, Denoël, coll. « Présence du futur » no 203, 1976 ((en) 334, 1972)
- Rives de mort, Henri Veyrier, coll. « Off », 1978 ((en) Getting Into Death, 1978)
- Le Livre d'or de la science-fiction : Thomas Disch, Pocket, coll. « Le Livre d'or de la science-fiction », 1981
- L'Homme sans idées, Denoël, coll. « Présence du futur » no 352, 1983 ((en) The Man Who Had No Ideas, 1982)

### Nouvelles
- Un emploi du temps très chargé ((en) The Double-Timer, 1962)Publiée dans le recueil Le Livre d'or de la science-fiction : Thomas Disch, Paris, Pocket no 5103, 1981
- Démiurges ((en) The Demi-Urge, 1963)Publiée dans le recueil Le Livre d'or de la science-fiction : Thomas Disch, Paris, Pocket no 5103, 1981
- Utopie ? Impossible ! ((en) Utopia? Never!, 1963)Publiée dans le recueil Le Livre d'or de la science-fiction : Thomas Disch, Paris, Pocket no 5103, 1981
- Le Retour de la Méduse ((en) The Return of the Medusae, 1963)Publiée dans le recueil Le Livre d'or de la science-fiction : Thomas Disch, Paris, Pocket no 5103, 1981
- Thèse sur les formes sociales et les contrôles sociaux aux États-Unis ((en) A Thesis on Social Forms and Social Controls in the U.S.A., 1964)Publiée dans le recueil Poussière de lune, Paris, Denoël, coll. « Présence du futur » no 172, 1973
- Maintenant et à jamais ((en) Now Is Forever, 1964)Publiée dans le recueil Poussière de lune, Paris, Denoël, coll. « Présence du futur » no 172, 1973 ; réédition sous le titre Maintenant, c’est l’éternité dans le recueil Histoires de sociétés futures. La Grande Anthologie de la science-fiction, Paris, LGF, coll. « Le Livre de poche » no 3811, 1984
- Pour descendre ((en) Descending, 1964)Publiée dans le recueil Poussière de lune, Paris, Denoël, coll. « Présence du futur » no 172, 1973
- Nada ((en) Nada, 1964)Publiée dans le recueil Poussière de lune, Paris, Denoël, coll. « Présence du futur » no 172, 1973
- Assassin et Fils ((en) Assassin & Sons, 1964)Publiée dans le recueil Le Livre d'or de la science-fiction : Thomas Disch, Paris, Pocket no 5103, 1981
- 102 Bombes H ((en) 102 H-Bombs, 1965)Publiée dans le recueil Le Livre d'or de la science-fiction : Thomas Disch, Paris, Pocket no 5103, 1981
- (en) Leader of the Revolution, 1965
- Je m'appelais Croc-Blanc, Paris, Opta, Galaxie no 39, juillet 1967 ((en) White Fang Goes Dingo, 1965)
- Viens à Vénus, mélancolie ((en) Come to Venus Melancholy, 1965)Publiée dans le recueil Poussière de lune, Paris, Denoël, coll. « Présence du futur » no 172, 1973
- Les Cafards ((en) The Roaches, 1965)Publiée dans le recueil Poussière de lune, Paris, Denoël, coll. « Présence du futur » no 172, 1973
- Les Touristes ((en) The Sightseers, 1965)Publiée dans le recueil Le Livre d'or de la science-fiction : Thomas Disch, Paris, Pocket no 5103, 1981
- (en) The Way to a Man’s Heart, 1966Écrit avec John T. Sladek.
- (en) The Incredible Giant Hot Dog, 1966Écrit avec John T. Sladek.
- L'Écho de la colère, Paris, Opta, Galaxie no 43, novembre 1967 ((en) The Echo of Wrath, 1966)
- (en) Bone of Contention, 1966
- (en) Cephalatron, 1966
- (en) If You Don’t Frug Baby, What Do You Do, 1966
- Un amour envahissant ((en) Invaded by Love, 1966)Publiée dans le recueil Le Livre d'or de la science-fiction : Thomas Disch, Paris, Pocket no 5103, 1981
- La Cage d'écureuil ((en) The Squirrel Cage, 1966)Publiée dans le recueil Poussière de lune, Paris, Denoël, coll. « Présence du futur » no 172, 1973
- Achetez-vous une nouvelle tête ((en) Fun with Your New Head, 1966)Publiée dans le recueil Poussière de lune, Paris, Denoël, coll. « Présence du futur » no 172, 1973
- Thomas l'incrédule ((en) Doubting Thomas, 1966)Publiée dans le recueil Le Livre d'or de la science-fiction : Thomas Disch, Paris, Pocket no 5103, 1981
- Le Nombre que vous avez atteint ((en) The Number You Have Reached, 1967)Publiée dans le recueil Poussière de lune, Paris, Denoël, coll. « Présence du futur » no 172, 1973
- Linda, Daniel et Spike ((en) Linda and Daniel and Spike, 1967)Publiée dans le recueil Poussière de lune, Paris, Denoël, coll. « Présence du futur » no 172, 1973
- La Mort de Socrate ((en) The Death of Socrates, 1967)Également titrée Problems of Creativeness. Publiée dans le recueil 334, Paris, Denoël, coll. « Présence du futur » no 203, 1976; réédition dans le recueil Histoires de l'an 2000. La Grande Anthologie de la science-fiction, LGF, coll. « Le Livre de poche » no 3817, 1985
- Poussière de lune, Odeur de foin et Matérialisme dialectique ((en) Moondust, the Smell of Hay, and Dialectical Materialism, 1967)Publiée dans le recueil Poussière de lune, Paris, Denoël, coll. « Présence du futur » no 172, 1973
- L'Épreuve ((en) The Contest, 1967)Publiée dans le recueil Poussière de lune, Paris, Denoël, coll. « Présence du futur » no 172, 1973
- La Chambre vide ((en) The Empty Room, 1967)Publiée dans le recueil Poussière de lune, Paris, Denoël, coll. « Présence du futur » no 172, 1973
- Casablanca ((en) Casablanca, 1967)Publiée dans le recueil Poussière de lune, Paris, Denoël, coll. « Présence du futur » no 172, 1973 ; réédition dans le recueil Le Livre d'or de la science-fiction : Thomas Disch, Paris, Pocket no 5103, 1981
- Le Crime d'Edwin Lollard ((en) The Affluence of Edwin Lollard, 1967)Publiée dans le recueil Le Livre d'or de la science-fiction : Thomas Disch, Paris, Pocket no 5103, 1981
- Esclaves ((en) Slaves, 1967)Publiée dans le recueil Rives de mort, Paris, Henri Veyrier, coll. « Off », 1978
- 1-A ((en) 1-A, 1968)Publiée dans le recueil Poussière de lune, Paris, Denoël, coll. « Présence du futur » no 172, 1973
- Inutile la fuite, inexorable la pitié ((en) Flight Useless, Inexorable the Puirsuit, 1968)Publiée dans le recueil Poussière de lune, Paris, Denoël, coll. « Présence du futur » no 172, 1973
- La Cité où rayonne la lumière ((en) The City of Penetrating Light, 1968)Publiée dans le recueil Poussière de lune, Paris, Denoël, coll. « Présence du futur » no 172, 1973
- Couleurs ((en) The Colours, 1968)Publiée dans le recueil Rives de mort, Paris, Henri Veyrier, coll. « Off », 1978
- Le Maître de retable de Milford ((en) The Master of the Milford Alterpiece, 1969)Publiée dans le recueil Rives de mort, Paris, Henri Veyrier, coll. « Off », 1978
- Quinconces ((en) Quincunx, 1969)Publiée dans le recueil Rives de mort, Paris, Henri Veyrier, coll. « Off », 1978 ; réédition sous le titre Quinconce dans une nouvelle traduction de Henri-Luc Planchat dans le recueil Les Fenêtres internes, Paris, 10/18 no 1236, 1978
- Oui ((en) X: Yes, 1969)Publiée dans le recueil Rives de mort, Paris, Henri Veyrier, coll. « Off », 1978
- Le Rivage d'Asie ((en) The Asian Shore, 1970)Publiée dans le recueilEspaces inhabitables, tome 2, Paris, Casterman, 1973 ; réédition sous le titre La Rive asiatique dans le recueil Rives de mort, Paris, Henri Veyrier, coll. « Off », 1978 ; réédition sous le titre Rive asiatique dans le recueil Le Livre d'or de la science-fiction : Thomas Disch, Paris, Pocket no 5103, 1981 ; réédition sous le titre Le Rivage d'Asie dans le recueil Histoires de mirages, LGF, coll. « Le Livre de poche » no 3816, 1984
- Vite, hâtons-nous vers la Porte d'Ivoire ((en) Let Us Quickly Hasten to the Gate of Ivory, 1970)Publiée dans le recueil Rives de mort, Paris, Henri Veyrier, coll. « Off », 1978
- La Planète Arcadie ((en) Et in Arcadia Ego, 1971)Également titrée The Planet Arcadia. Publiée dans le recueil Rives de mort, Paris, Henri Veyrier, coll. « Off », 1978
- Début avril ou fin mars, Paris, Opta, Fiction no 211, juillet 1971 ((en) The Beginning of April or the End of March, 1971)
- Corps ((en) Bodies, 1971)Publiée dans le recueil 334, Paris, Denoël, coll. « Présence du futur » no 203, 1976
- Plumes des ailes d'un ange ((en) Feathers from the Wings of an Angel, 1971)Publiée dans le recueil Rives de mort, Paris, Henri Veyrier, coll. « Off », 1978
- Angoulême ((en) Angouleme, 1971)Publiée dans le recueil 334, Paris, Denoël, coll. « Présence du futur » no 203, 1976
- Émancipation ((en) Emancipation: A Romance of the Times to Come, 1971)Publiée dans le recueil 334, Paris, Denoël, coll. « Présence du futur » no 203, 1976
- Objets perdus ((en) Things Lost, 1972)Publiée dans le recueil Histoires de voyages dans l'espace, LGF, coll. « Le Livre de poche » no 3780, 1983
- 334 ((en) 334, 1972)Publiée dans le recueil 334, Paris, Denoël, coll. « Présence du futur » no 203, 1976
- La Vie quotidienne sous la fin de l'Empire romain ((en) Everyday Life in the Later Roman Empire, 1973)Publiée dans le recueil 334, Paris, Denoël, coll. « Présence du futur » no 203, 1976
- Les Oiseaux ((en) The Birds, 1973)Publiée dans le recueil Rives de mort, Paris, Henri Veyrier, coll. « Off », 1978 ; réédition dans le recueil Histoires écologiques, Paris, LGF, coll. « Le Livre de poche » no 3778, 1983 ; réédition dans le recueil 10 façons d'assassiner notre planète, Paris, Flammarion, 2008
- La Persistance du désir ((en) The Persitence of Desire, 1974)Publiée dans le recueil Rives de mort, Paris, Henri Veyrier, coll. « Off », 1978
- Saluez les couleurs ((en) Displaying the Flag, 1974)Publiée dans le recueil Rives de mort, Paris, Henri Veyrier, coll. « Off », 1978
- Rives de mort ((en) Getting Into Death, 1974)Publiée dans le recueil Rives de mort, Paris, Henri Veyrier, coll. « Off », 1978
- Le Mécanisme du jugement dernier - Publicité mensongère : défense d'un précieux patrimoine ((en) Misinformation Defending : a Precious Heritage, 1974)Publiée dans le recueil Le Livre d'or de la science-fiction : Thomas Disch, Paris, Pocket no 5103, 1981
- Le Mécanisme du jugement dernier - - Selbstmord : la grande vogue ((en) Misinformation Defending - Selbstmord : the dernier cri, 1974)Publiée dans le recueil Le Livre d'or de la science-fiction : Thomas Disch, Paris, Pocket no 5103, 1981
- Le Mécanisme du jugement dernier - Le Massacre des voitures ((en) Misinformation Defending - Killing the Cars, 1974)Publiée dans le recueil Le Livre d'or de la science-fiction : Thomas Disch, Paris, Pocket no 5103, 1981
- Le Compromis du Père Noël ((en) The Santa Claus Compromise, 1974)Publiée dans le recueil L'Homme sans idées, Paris, Denoël, coll. « Présence du futur » no 352, 1983
- Des pyramides pour le Minnesota ((en) Pyramids for Minnesota: a serious proposal, 1974)Publiée dans le recueil L'Homme sans idées, Paris, Denoël, coll. « Présence du futur » no 352, 1983
- L'Appartement contigu à la guerre ((en) The Apartment Next to the War, 1975)Publiée dans le recueil Mourir au futur, Paris, 10/18 no 1048, 1976 ; réédition dans le recueil L'Homme sans idées, Paris, Denoël, coll. « Présence du futur » no 352, 1983
- Au centre de plaisir ((en) At the Pleasure Center, 1975)Publiée dans le recueil L'Homme sans idées, Paris, Denoël, coll. « Présence du futur » no 352, 1983
- Joycelin Shrager Story ((en) The Joycelin Shrager Story, 1975)Publiée dans le recueil Rives de mort, Paris, Henri Veyrier, coll. « Off », 1978
- Apollon ((en) Apollo, 1976)Publiée dans le recueil Rives de mort, Paris, Henri Veyrier, coll. « Off », 1978
- (en) The Patent-Leather Patriot, 1976
- Mort et la Jeune Fille solitaire ((en) Death and the Single Girl, 1976)Publiée dans le recueil Rives de mort, Paris, Henri Veyrier, coll. « Off », 1978 ; réédition dans le recueil 22 histoires de sexe et d'horreur, Paris, Albin Michel, 1993 ; réédition de ce dernier recueil, Paris, Pocket no 9113, 1995
- Le feu se mit à brûler le bâton, le bâton se mit à battre le chien ((en) The Fire Began to Burn the Stick, the Stick Began to Beat the Dog, 1976)Publiée dans le recueil L'Homme sans idées, Paris, Denoël, coll. « Présence du futur » no 352, 1983
- Le Chat noir ((en) The Black Cat, 1976)Publiée dans le recueil L'Homme sans idées, Paris, Denoël, coll. « Présence du futur » no 352, 1983
- Comment voler ((en) How to Fly, 1977)Publiée dans le recueil L'Homme sans idées, Paris, Denoël, coll. « Présence du futur » no 352, 1983
- La Planète du viol ((en) Planet of the Rapes, 1977)Publiée dans le recueil Univers 16, Paris, J'ai lu no 925, 1979 ; réédition sous le titre La Planète des viols dans le recueil L'Homme sans idées, Paris, Denoël, coll. « Présence du futur » no 352, 1983
- L'Homme sans idées ((en) The Man Who Had No Ideas, 1978)Publiée dans le recueil L'Homme sans idées, Paris, Denoël, coll. « Présence du futur » no 352, 1983
- Concepts ((en) Concepts, 1978)Publiée dans le recueil L'Homme sans idées, Paris, Denoël, coll. « Présence du futur » no 352, 1983
- Le Vaillant Petit Grille-pain ((en) The Brave Little Toaster, 1980)Publiée dans le recueil Le Livre d'or de la science-fiction : Thomas Disch, Paris, Pocket no 5103, 1981 ; réédition sous le titre Brave petit grille-pain, Paris, Flammarion, coll. « Père Castor » no 264, 1989
- Le Fœtus ((en) The Fœtus, 1980)Publiée dans le recueil L'Homme sans idées, Paris, Denoël, coll. « Présence du futur » no 352, 1983
- Josie et l'Ascenseur : une histoire édifiante ((en) Josie and the Elevator: a Cautionary Tale, 1980)Publiée dans le recueil L'Homme sans idées, Paris, Denoël, coll. « Présence du futur » no 352, 1983
- Révélation ((en) The Revelation, 1980)Publiée dans le recueil L'Homme sans idées, Paris, Denoël, coll. « Présence du futur » no 352, 1983
- La Vengeance d'Héra ou le triomphe de la monogamie ((en) The Vengeance of Hera, 1980)Publiée dans le recueil L'Homme sans idées, Paris, Denoël, coll. « Présence du futur » no 352, 1983
- L'Adulte ((en) The Grown-up, 1981)Publiée dans le recueil L'Homme sans idées, Paris, Denoël, coll. « Présence du futur » no 352, 1983
- Compréhension de la conduite humaine ((en) Understanding Human Behavior, 1982)Publiée dans le recueil L'Homme sans idées, Paris, Denoël, coll. « Présence du futur » no 352, 1983
- Une leçon d'italien ((en) An Italian Lesson, 1982)Publiée dans le recueil L'Homme sans idées, Paris, Denoël, coll. « Présence du futur » no 352, 1983
- (en) In Praise of Older Woman, 1982
- Centre-ville, Paris, Opta, Fiction no 352, juin 1984 ((en) Downtown, 1983)
- Le Rapt de Bunny Steiner ou un mensonge éhonté ((en) The Abduction of Bunny Steiner, or a Shameless Lie, 1992)Publiée dans le recueil Futurs qui craignent, présenté par Isaac Asimov, Paris, Pocket no 5377, 1993
- La Chatte et le Hibou ((en) The Owl and the Pussycat, 1999)Publiée dans le recueil 999, Paris, Albin Michel, 1999 ; réédition dans le recueil Les Maîtres du fantastique et de l'épouvante, LGF, coll. « Le Livre de poche » no 14992, 2001
- Dans Xanadu, dans la recueil Tracés du vertige, Paris, Flammarion, coll. « Imagine » no 50, 2004 ((en) In Xanadu, 2001)
- (en) Mum, 2002

## Récompenses
- Prix John-Wood-Campbell Memorial 1980 pour Sur les ailes du chant
- Prix British Science Fiction de la meilleure fiction courte 1980 pour Le Brave Petit Grille-pain
- Prix Locus de la meilleure nouvelle longue 1981 pour Le Brave Petit Grille-pain
- Prix Hugo du meilleur article scientifique 1999 pour The Dreams Our Stuff Is Made Of : How Science Fiction Conquered the World
- Prix Locus du meilleur article scientifique 1999 The Dreams Our Stuff Is Made Of : How Science Fiction Conquered the World